# Hohenlohe
Hohenlohe er en slægt i den tyske højadel. I 1700-tallet fik flere grene af slægten titler som rigsfyrster. I 1815 blev slægten standsherrer i Det tyske forbund.

## Kendte medlemmer af slægten
- fyrstinde Polyxena zu Hohenlohe-Waldenburg-Bartenstein (1738 – 1798).
- Adolf zu Hohenlohe-Ingelfingen, preussisk ministerpræsident i 1863.
- Chlodwig zu Hohenlohe-Schillingsfürst, tysk rigskansler 1894–1900.
- Konrad zu Hohenlohe-Schillingsfürst, østrigsk politiker, ministerpræsident 1906, indenrigsminister 1906 og 1915–16, finansminister 1916–17.